# Stade Santiago de las Atalayas
 (avril 2025).
Si vous disposez d'ouvrages ou d'articles de référence ou si vous connaissez des sites web de qualité traitant du thème abordé ici, merci de compléter l'article en donnant les références utiles à sa vérifiabilité et en les liant à la section « Notes et références ».
Le stade Santiago de las Atalayas (espagnol : Estadio Santiago de las Atalayas) est un stade de football situé à Yopal, en Colombie.
Le stade possède une capacité de 9 000 places.